# 그레이햇
그레이햇 해커(영어: grey-hat hacker) 또는 단순히 그레이햇(영어: grey-hat)은 화이트햇과 블랙햇에서 파생된 것으로, 흰색과 검은색을 섞으면 회색이 되는 것에서 생겨난 용어이다. 이처럼 그레이햇은 해커와 크래커의 중간적인 성질을 지고있다. 여기서 중간적인 성질이란 해킹 기술을 어떤때는 선한 목적으로 사용하고 어떤 때는 악하게 사용한다는 뜻이 아니다. 그레이햇은 항상 좋은 목적에서 해킹을 한다. 그들은 해킹 기술을 사용하여 시스템의 취약점을 분석하고 허가 없이 시스템에 침투하지만 시스템을 파괴하지는 않으며 알아낸 취약점을 보완하기 위해 오히려 보안 장치를 설치해 준다. 

## 같이 보기
- 화이트햇
- 블랙햇
- 해커
- 훙커(레드 해커)
- 사이버테러리즘